# (72575) 2001 ET16
2001 إي تي 16 (ويعرف أيضًا باسم (72575) 2001 إي تي 16 وفق تسمية الكوكب الصغير) (بالإنجليزية: 2001 ET16)‏ هو كويكب ضمن حزام الكويكبات؛ وترتيبه 72575 من حيث الاكتشاف.
اكتُشف هذا الجُرم الفلكي بواسطة تعقب الأجرام القريبة من الأرض في 15 مارس 2001.

## وصلات خارجية
- (72575) 2001 ET16 في قاعدة بيانات مختبر الدفع النفاث لأجرام النظام الشمسي الصغيرة

- الاكتشاف · مخطط المدار ·  العناصر المدارية · المعلمات المادية

- (72575) 2001 ET16 على موقع ويكي سكاي: DSS2, SDSS, GALEX, IRAS, Hydrogen α, X-Ray, Astrophoto, Sky Map, Articles and images